# Saknaden
Saknaden är en samtidsroman av Ulf Lundell från 1992 som handlar om konstnären Florian Douhan som försöker få ordning på sitt liv.
Språkmässigt påminner inte romanen särskilt mycket om Lundells första verk Jack. Det är tydligt att Lundell här har försökt tona ner sina beat-influenser för att istället försöka föra ett klassiskt författarskap. Denna roman har till följd av detta också en betydligt mycket mer tydlig och konkret dramaturgi.